# Дорал (город)

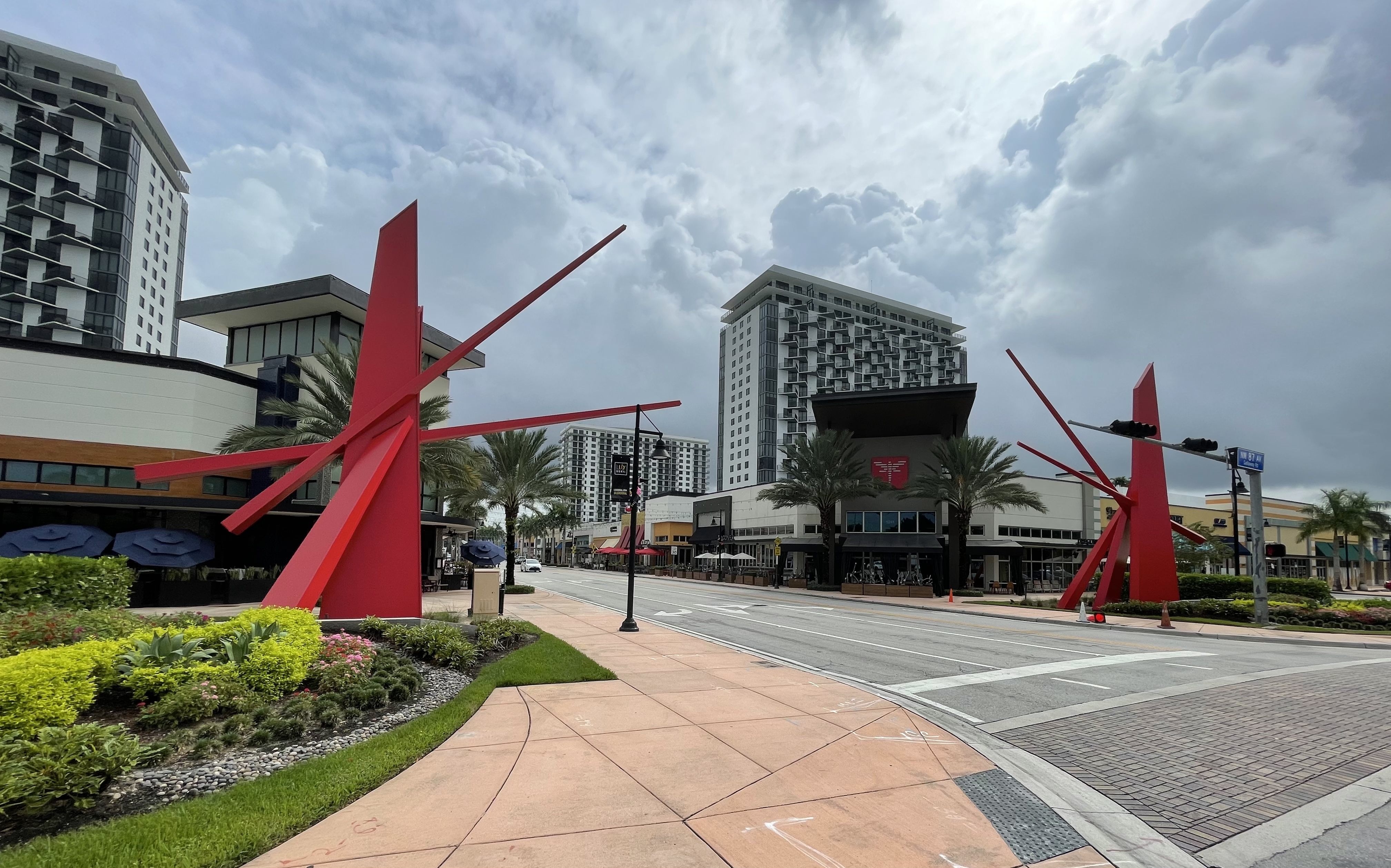
Центр города Дорал, новое городское ядро

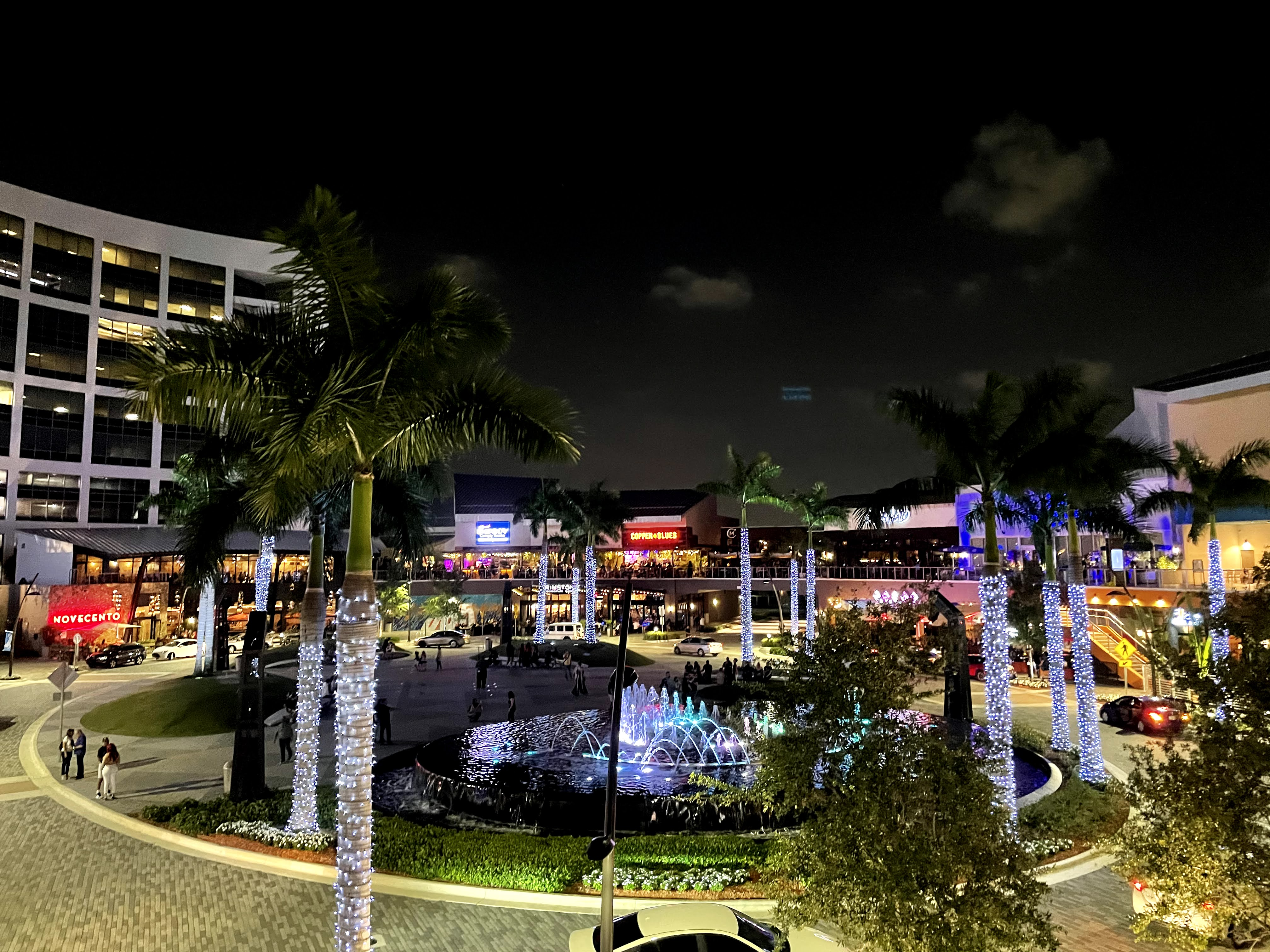
Вид на CityPlace Doral на востоке города

Дорал — город в округе Майами-Дейд, штат Флорида, США. 
Один из 34 муниципалитетов в округе, он расположен в 5 миль (8 км) к западу от международного аэропорта Майами и в 13 миль (21 км) к западу от Большого центра Майами. Дорал занимает 15 квадратных миль (39 км2), граничит на западе с платной дорогой Рональда Рейгана и Эверглейдсом во Флориде, на севере  с городом Медли, на востоке — с автомагистралью Палметто, на юге — с автомагистралью Долфин и городом Суитуотер. Город является частью агломерации Майами в Южной Флориде. По данным переписи 2020 года, население Дорала составляло 75 874 человека , что больше, чем 45 704 человека в 2010 году.
С момента основания Дорал функционирует по системе правления «мэр-совет-управляющий». Формирование политики и законодательная власть возложены на руководящий совет, состоящий из мэра и четырёх других членов совета. Совет, который избирается на всеобщей основе, отвечает за принятие постановлений и резолюций, утверждение годового бюджета, а также назначение городского управляющего, городского клерка и городского прокурора. Городской управляющий отвечает за реализацию политики и постановлений совета, контроль за повседневной деятельностью правительства и назначение руководителей различных департаментов.
Для города такого размера в Дорале много магазинов, финансовых учреждений и предприятий, особенно импортеров и экспортеров, в первую очередь из-за его близости к аэропорту. В 2008 году журналы Fortune Small Business и CNN Money поставили Дорал на 51-е место в списке 100 городов с наилучшим сочетанием преимуществ для бизнеса и привлекательности образа жизни. Город был назван финалистом премии All-America City Award 2019 и одним из «Лучших мест для жизни» в 2018 году по версии журнала Money.